# Judite da Baviera
Judite da Baviera ou Judite de Guelfo (795/800/805/807 - Tours, 19 de abril de 843) foi Imperatriz Consorte do Sacro Império Romano e Rainha Consorte dos Francos, como segunda esposa de Luís I, o Piedoso. 
Com seu casamento, Judite tornou-se uma figura influente na corte carolíngia. Entretanto, o nascimento de seu filho Carlos provocou uma grande disputa com os filhos do primeiro casamento de Luís pela sucessão. Ela acabaria por cair em desgraça na corte com a ascensão de sua nora, a princesa Ermentrude de Orléans.

## Biografia

### Família
Não existem fontes que forneçam registros sobre o local e o ano de nascimento de Judite. Alguns autores sugerem que tenha nascido por volta de 805, uma vez que seu consórcio com Luís I ocorreu em 819 e as meninas da época eram consideradas aptas ao casamento em torno dos doze anos de idade.
Judite era filha da nobre saxã Edviges da Baviera e do conde Guelfo I de Altdorf, e pertencia a um antigo clã denominado pelos historiadores de Guelfo. Apesar de nobres, os Guelfos não faziam parte da "aristocracia imperial" (Reichsaristokratie) que dominava  altos cargos no império carolíngio. Os líderes do clã Guelfo, que haviam perdido influência em sua região de origem (Alamannia, atual sudoeste da Alemanha e norte da Suíça), finalmente subiram ao poder, reforçando os laços familiares com a aristocracia imperial carolíngia, na década de 770. Esse status fazia de Judite a candidata ideal para desposar um membro da família imperial, e o clã Guelfo como um todo viu seu prestígio e poder aumentarem depois de seu casamento com o imperador carolíngio Luís, o Piedoso, em 819.

### Casamento e reinado
Após a morte, em 3 de outubro de 818, da rainha Ermengarda, primeira esposa de Luís e mãe de seus filhos Luís, o Germânico, Pepino e Lotário, o imperador foi convencido por seus conselheiros a se casar novamente. Assim, pouco após o Natal de 819, ele desposou Judite em Aachen (região da Renânia do Norte-Vestfália, Alemanha). Como muitos dos casamentos reais da época, Judite foi escolhida entre várias pretendentes reunidas. Nessa seleção, o imperador, que já contava quarenta anos, escolheu a adolescente, "depois de inspecionar donzelas nobres trazidas de todos os distritos para sua corte". Na sociedade franca, somente as mulheres da nobreza eram elegíveis para a seleção. Testemunhos de contemporâneos, como Ermoldo Nigelo, Valafrido Estrabo e Thegan - biógrafo de Luís I -, atribuem a escolha de Judite a sua extraordinária beleza, inteligência e habilidade musical. É provável, no entanto, que Luís tenha se atraído pelas vantagens políticas e geográficas oferecidas pela família de Judite. Embora os estudiosos divirjam sobre se os Guelfos descendiam de francos ou alamanos, é certo que eles controlavam territórios significativos a leste do Reno e eram os atores políticos predominantes tanto Baviera quanto na Alemannia. Este fato tornava-os aliados ideais para Luís, já que qualquer campanha militar em fronteiras orientais do império exigiam que o imperador se deslocasse para esta região. Casando-se com Judite, em outras palavras, o imperador efetivamente trazia para si amigos e aliados, um importante reduto militar e político e o apoio da nobreza daquela região.

Mapa indicando a localização de Aachen.

Judite casou-se com Luís I em 819, em Aachen. Não era incomum que as noivas recebessem algum tipo de dote ao casarem-se com membros da realeza. O casamento de Judite não fugiu a essa prática e ela recebeu como dote o mosteiro de San Salvatore, em Bréscia (na região da Lombardia), e todos os bens sob sua jurisdição, que ficariam sob proteção do rei. Esse dote, entretanto, não pertencia perpetuamente à rainha e podia ser retomado a qualquer tempo, dependendo do contexto político.

### Coroação
Como a primeira esposa de Luís, Ermengarda de Hesbaye, Judite foi coroada com o título de Augusta, a versão feminina de Augusto, título usado por imperadores romanos. Foi assim, coroada como imperatriz e aclamada Augusta por todos.
Jovem esposa de um velho imperador, Judite rende-se a uma vida frívola ou licenciosa enquanto os três filhos do primeiro casamento do imperador se perguntam cuidadosamente qual o futuro seu pai  reserva para o seu meio-irmão
Segundo a tradição da época, o Imperador previa que à sua morte o Império seria dividido entre seus herdeiros do sexo masculino e em 817 definiu a devolução desta divisão entre os seus três filhos, Lotário que herdaria a parte mediana com a capital Aachen e o título imperial, Pepino a quem é prometido a parte ocidental e Luís, a quem é prometido a parte oriental (este último casou-se com Ema da Baviera, uma irmã de Judite).
O nascimento de Carlos questiona esta partilha e Judite, orgulhosa de seu sangue e de seu posto de Imperatriz, incentiva imprudentemente  o imperador a redefinir as regras da sua sucessão e dá uma coroa real ao seu filho.
Em 829, o imperador estabelece as bases de uma nova divisão, mas Lotário e seus irmãos, apoiados pelo bispo Frederico de Utreque que acusa a imperatriz de uma vida dissoluta e, dúvida talvez da legitimidade de Carlos, recusa-se a apoiá-la. Os filhos rebeldes são no entanto derrotados.
No entanto, a rivalidade entre Judite e seus enteados gera uma nova crise em 833: Luís o Pio é deposto por seus filhos. Lotário apodera-se do poder soberano; uma nova divisão do território afasta as pretensões de Carlos. Judite é exilada num convento em Tortona, na Itália, longe de Aachen.
Ela retorna em abril de 834, após a fuga de Lotário e da restauração de Luís, o Pio. O seu enteado Pepino de Aquitânia morreu em 838. O bispo Frederico foi assassinado no mesmo ano talvez sob suas ordens (ele será canonizado).
Após a morte de Luís, o Piedoso em 840, a Imperatriz assiste às guerras entre Lotário de um lado, e Luís e Carlos do outro. Ela morreu de tuberculose pouco tempo antes do Tratado de Verdun que fez de Carlos o rei da Francia ocidental mas dividiu definitivamente o Império Carolíngio.